# Chris Stainton
Christopher Robert "Chris" Stainton (Sheffield, 22 de marzo de 1944) es un músico y compositor inglés que obtuvo popularidad a finales de la década de 1960 como miembro de la banda de Joe Cocker. Adicionalmente ha colaborado con artistas y bandas como Eric Clapton, The Who, Andy Fairweather Low y Bryan Ferry, entre muchos otros. Ha participado en la grabación de álbumes importantes en la historia del rock como Mad Dogs and Englishmen de Joe Cocker, Quadrophenia de The Who, Whale Meat Again de Jim Capaldi, Just One Night de Eric Clapton y On an Island de David Gilmour.

## Discografía seleccionada

### Con Joe Cocker
- With a Little Help from My Friends (1969)
- Joe Cocker! (1969)
- Mad Dogs and Englishmen (1970)
- Joe Cocker (1972)

### Con The Who
- Quadrophenia (1973)
- Tommy (1975)

### Con Jim Capaldi
- Whale Meat Again (1974)

### Con Ian Hunter
- All-American Alien Boy (1976)

### Con Eric Clapton
- Live in Hyde Park (1997)
- Just One Night (1980)
- From the Cradle (1994)

### Con Marianne Faithfull
- Dangerous Acquaintances (1981)

### Con Ringo Starr
- Old Wave (1983)

### Con B. B. King
- Deuces Wild (1997)

### Con David Gilmour
- On an Island (2006)